# Триантис, Питер
Питер Триантис  (англ. Peter Triantis ; 17 января 1992, Сидней, Новый Южный Уэльс, Австралия) — австралийский футболист греческого происхождения, полузащитник клуба «Бенкстаун Сити».

## Карьера

### Молодёжная карьера
Триантис начинал свою карьеру в клубе «АПИА Лейхардт Тайгерс» в 2009 году. Через год перешёл в клуб Сидней Олимпик где практически сразу стал игроком основного состава. После того как выиграл с клубом титул чемпионов Премьер-лиги Нового Южного Уэльса в 2011 году. Перешёл в молодёжную команду клуба А-Лиги «Сидней» в 2012 году и отыграл весь сезон в Национальном молодёжном чемпионате.

### Сидней ФК
22 декабря 2012 года дебютировал в матче А-Лиги против клуба «Ньюкасл Юнайтед Джетс» выйдя на замену вместо Бретта Эмертона но 30 минуте. Через неделю вышел на поле с первых минут в матче с лидером чемпионата «Сентрал Кост Маринерс». 10 февраля 2013 забил свой первый гол в ворота «Брисбен Роар» который оказался победным. Триантис продлил контракт с клубом в марте 2013 года на 2 года. В начале сезона 2013/14 получил травму и выбыл из стоя на 5 месяцев ему на замену был подписан Мэтт Томпсон.
После завершения сезона 2014/15 покинул клуб в статусе свободного агента..

## Достижения
- Победитель Премьер-лиги Нового Южного Уэльса: 1 (2011)

## Личная жизнь
Питер один из десяти детей в своей семье. Его старший брат Крис тоже профессиональный футболист, выступающий в Сидней Олимпик, до этого игравшего в клубе А-Лиги «Ньюкасл Юнайтед Джетс».